# Aringay
Aringay  (Bayan ng  Aringay) es un municipio filipino de segunda categoría, situado en la isla de Luzón y perteneciente a  la provincia de La Unión en la Región Administrativa de Ilocos, también denominada Región I.

## Barangays
Aringay se divide, a los efectos administrativos, en 24  barangayes o barrios, conforme a la siguiente relación:
- Alaska
- Basca
- Dulao
- Gallano
- Macabato
- Manga
- Pangao-aoan del Este
- Pangao-aoan del Oeste
- Población
- Samara
- San Antonio
- San Benito del Norte
- San Benito del Sur
- San Eugenio
- San Juan del este
- San Juan del Oeste
- San Simón del Este
- San Simón del Oeste
- Santa Cecilia
- Santa Lucía
- Santa Rita del Este
- Santa Rita del Oeste
- Santo Rosario del Este
- Santo Rosario del Oeste

## Historia
Antes conocido como Alingay o Alinguey. A la llegada de los  españoles en el siglo XVI, se encontraron con un grupo de pangasinenses quienes comerciaban  tanto con los ilocanos como con  sus vecinos de Ifugao y también con mercaderes procedentes de China, Japón y del sudeste de Asia. Los misioneros agustinos consiguieron su conversión al catolicismo.
Aringay forma parte de la provincia de Pangasinán hasta el 18 de abril de 1854, cuando  las ciudades del norte de esa provincia y del  del sur de Ilocos forman la nueva provincia filipina de La Unión.